# Insomniac (альбом Энрике Иглесиаса)
| Оценки критиков      | Оценки критиков                                                          |
| Источник             | Оценка                                                                   |
| -------------------- | ------------------------------------------------------------------------ |
| AllMusic             | [ 1 ]                                                                    |
| BBC Music            | positive                                                                 |
| Entertainment.ie     | [ 3 ]                                                                    |
| Entertainment Weekly | C                                                                        |
| Houston Chronicle    | [ 5 ]                                                                    |
| Slant Magazine       | [ 6 ]                                                                    |
| US Weekly            | 4 из 5 звёзд · 4 из 5 звёзд · 4 из 5 звёзд · 4 из 5 звёзд · 4 из 5 звёзд |
| Chicago Tribune      | 4 из 5 звёзд · 4 из 5 звёзд · 4 из 5 звёзд · 4 из 5 звёзд · 4 из 5 звёзд |

Insomniac (с англ. — «Страдающий бессонницей») — восьмой студийный и четвёртый англоязычный альбом испанского поп-певца Энрике Иглесиаса, выпущенный 12 июня 2007 года на лейбле Interscope. В России альбом был распродан тиражом в 110 тыс. экземпляров и стал пять раз платиновым. Общий тираж продаж альбома — 6 млн экземпляров. Наиболее вероятно, что название альбома скопировано с одноимённого альбома Insomniac американской группы Green Day.

## Запись альбома
В роли продюсеров выступили Sean Garrett, Марк Тейлор, Джон Шанкс, Кристиан Лундин, Андрес Бегге и продюсерские центры «Stargate» и «Maratone». Альбом содержит первый трек, записанный Иглесиасом с представителем рэп-культуры Лилом Вейном — «Push». А также кавер-версия песни индийской группы Ringside — «Tired Of Being Sorry». В поддержку альбома Энрике сказал, что этот альбом кардинально отличается от его предыдущих альбомов и что в процессе записи он открыл для себя новый жанр — R'n'B.

## Список композиций
01. «Ring My Bells» (‘Подари мне удовольствие)
- Длительность: 03:56
- Авторы: Э. Иглесиас / К. Лундин / С. Котеча
- Продюсеры: Э. Иглесиас / К. Лундин

02. «Push» (‘Действуй’)
- Длительность: 03:53
- Авторы: Э. Иглесиас / C. Моралез / Адонис / Лил Вейн
- Продюсеры: Стив Моралез

03. «Do You Know? (The Ping Pong Song)» (‘Знаешь ли ты?’)
- Длительность: 03:40
- Авторы: Э. Иглесиас / Sean Garrett / К. Паукар
- Продюсеры: Sean Garrett

04. «Somebody’s Me» (‘Кто-то — это я’)
- Длительность: 04:00
- Авторы: Э. Иглесиас / К. ДиоГуарди / Джон Шанкс
- Продюсеры: Джон Шанкс

05. «On Top Of You» (‘На тебе’)
- Длительность: 03:40
- Авторы: Дж. Аустин / Эм. Эриксен / Т. Хермансен / Э. Иглесиас / Х. Рустан

06. «Tired of Being Sorry» (‘Устал быть виноватым’)
- Длительность: 04:03
- Авторы: Скотт Томас / Géraldine Delacoux
- Продюсеры: Скотт Томас

07. «Miss You» (‘Скучаю по тебе’)
- Длительность: 03:23
- Авторы: Э. Иглесиас / Р. Якуб / А. Биргссон

08. «Wish I Was Your Lover» (‘Хочу твоим я быть’)
- Длительность: 03:25
- Авторы: Э. Иглесиас / Р. Якуб / А. Биргссон

09. «Little Girl» (‘Маленькая девочка’)
- Длительность: 03:47
- Авторы: Э. Иглесиас / Марк Тейлор / П. Берри

10. «Stay Here Tonight» (‘Останься здесь этой ночью’)
- Длительность: 04:15
- Авторы: Э. Иглесиас / Джон Шанкс / К. ДиоГуарди

11. «Sweet Isabel» (‘Милая Изабель’)
- Длительность: 03:15
- Авторы: Броди Стевад

12. «Don’t You Forget About Me» (‘Не забывай обо мне’)
- Длительность: 03:12
- Авторы: Э. Иглесиас / М. Тейлор / П. Берри

13. «Dímelo» (испанская песня «Do You Know?»)
14. «Alguien Soy Yo» (испанская версия «Somebody’s Me»)
15. «Amigo Vulnerable» (испанская версия «Tired Of Being Sorry»)
Многие американские издания говорили, что как бонус-трек будет выпущена песня, которая не вошла в предыдущий альбом 7 — «Baby Hold On».
В 2008 году альбом был переиздан с новой песней, которая была выпущена синглом и стала официальным гимном чемпионата Европы по футболу 2008 — «Can You Hear Me». Также в переиздание вошли миксы старых песен Энрике:
- бонус-трек для России — «Hero» (Thunderpuss Edit)
- бонус-трек для Америки — «Not in Love» дуэт с Келис (Armand Van Helden Club Mix)
- бонус-трек для Франции — «Laisse le destin l’emporter» (французская версия «Tired Of Being Sorry», дуэт с Надьей)
- бонус-трек для Европы — «Do You Know? (The Ping Pong Song)» (Ralphi Rosario And Craig Cjs Radio Edit)

Переиздание для Индии включало DVD-диск с клипами на песни «Do You Know?», «Somebody's Me», «Tired of Being Sorry» и «Push».

## Чарты
«Insomniac» — самый продаваемый альбом в Индии в 2007 году. В 2008 году в Индии было выпущено переиздание с DVD-диском.
| Чарт                                | Пиковая позиция | Продажи |
| ----------------------------------- | --------------- | ------- |
| Australian Albums Top 50            | 44              |         |
| Austrian Albums Top 75              | 14              |         |
| Belgian Albums Chart                | 38              |         |
| Danish Albums Top 40                | 5               |         |
| Dutch Top 100 Albums Charts         | 6               | 30 000  |
| Finnish Albums Top 40               | 16              |         |
| French Albums Top 150               | 36              | 40 000  |
| German Albums Top 50                | 14              |         |
| Hungarian Albums Top 40             | 31              |         |
| Indian International Album Chart    | 1               | 100 000 |
| Irish Albums Top 75                 | 16              | 20 000+ |
| Italian Top 100 Albums Chart        | 43              | 10 000  |
| Mexican Top 100 Albums Chart        | 4               | 50 000  |
| Mexican International Top 20 Albums | 1               | 50 000  |
| Polish Zpav/Olis Album Chart        | 13              | 90 000  |
| Russian Album Chart                 | —               | 100 000 |
| Spanish Top 100 Albums Chart        | 3               | 30 000  |
| Swedish Top 60 Albums Charts        | 24              |         |
| Swiss Albums Top 100                | 8               |         |
| UK Top 200 Albums Chart             | 3               | 230 000 |
| U.S. Billboard Top 200 Albums       | 17              | 300 000 |

## Сертификации
| Регион | Сертификация  | Продажи  |
| --- | ------------- | -------- |
| Ирландия (IRMA) | Платиновый    | 15 000^  |
| Нидерланды (NVPI) | Золотой       | 35 000^  |
| Польша (ZPAV) | Золотой       | 10 000*  |
| Россия (NFPF) | 4× Платиновый | 80 000*  |
| Великобритания (BPI) | Золотой       | 100 000^ |
| * Данные о продажах приведены только на основе сертификации. ^ Данные о тиражах приведены только на основе сертификации. |               |          |